# Spilosoma albiventre
Spilosoma albiventre là một loài bướm đêm thuộc phân họ Arctiinae, họ Erebidae.